# Smålands runinskrifter 6
Smålands runinskrifter 6 är en medeltida runristad mursten av finkornig rödaktig gnejs som påträffades i Skatelövs gamla kyrka, Skatelövs socken och Alvesta kommun. Stenen hittades i dörrposten i en igenmurad dörr på den nordvästra sidan av den gamla kyrkan. Ytterligare tre andra ornerade stenar påträffades samtidigt men endast Sm 6 är runristad av dessa. Efter en tid på Smålands museum förvaras stenen nu i Skatelövs kyrka. Stenen är 1,05 meter lång, 0,53 meter bred samt 0,25 meter tjock. Stenens yta är inramad av raka streck och delad i fyra fält. Nästan alla runor finns i det översta fältet. Stenen i övrigt är ornerad med djur och växter.

## Inskriften
Translitterering av runraden:
bosi : tlhi ¶ kirki ¶ bosi : ta͡lh`þ´i sten ¶ til skatma ¶ kirkiu
Normalisering till äldre fornsvenska:
Bosi tælgði kirkiu. Bosi tælgði stæin til skatamanna/skathæima kirkiu.
Översättning till nusvenska:
Bose täljde kyrkan. Bose täljde stenen till skatelövbornas kyrka.